# 구이정
구이정(일본어: 久井町)은 일본 히로시마현 미쓰기군에 존재했던 정이다.
2005년 3월 22일에 미하라시 가모군, 다이와정, 도요타군 혼고정과 함께 합병해 미하라시에 이관됨에 따라 소멸하였다.

## 역사
- 1954년 - 3촌이 대등합병해 구이정이 되었다. (당시인구는 9.050명)
- 2005년 - 미하라시, 가모군 다이와정, 도요타군 혼고정과 함께 합병해 미하라시 구이정이 되었다.

## 교통

### 도로
- 국도 제486호선 (일본)(일본어판)